# Kleingebiet Devecser
Das Kleingebiet Devecser (ungarisch Devecseri kistérség) war eine 2011 aus dem Kleingebiet Ajka geschaffene ungarische Verwaltungseinheit (LAU 1, Kleingebiet) innerhalb des Komitat Veszprém in Mitteltransdanubien. Im Zuge der Verwaltungsreform von 2013 ging das Kleingebiet vollständig in den
nachfolgenden Kreis Devecser (ungarisch Devecseri járás) über. Diesem neuen Kreis wurde noch die Gemeinde Noszlop aus dem Kleingebiet Ajka zugeordnet.
Im Kleingebiet Devecser lebten Ende 2012 auf einer Fläche von 387,67 km² 13.966 Einwohner. Bevölkerungszahl und Bevölkerungsdichte (36 Einwohner/km²) waren damit die niedrigste im Komitat.
Verwaltungssitz war die einzige Stadt Devecser (4.427 Ew.).

## Ortschaften
Die folgenden Ortschaften gehören zum Kleingebiet Devecser:
| Adorjánháza    | Apácatorna | Borszörcsök | Csögle         | Dabrony    |
| Devecser       | Doba       | Egeralja    | Iszkáz         | Kamond     |
| Karakószörcsök | Kerta      | Kisberzseny | Kiscsősz       | Kispirit   |
| Kisszőlős      | Kolontár   | Nagyalásony | Nagypirit      | Oroszi     |
| Pusztamiske    | Somlójenő  | Somlószőlős | Somlóvásárhely | Somlóvecse |
| Tüskevár       | Vid        |             |                |            |